# Les Sensations d'Anna
Pour plus de détails, voir Fiche technique et Distribution.
Les Sensations d'Anna (en russe : Чувства Анны, Tchouvstva Anny) est un film de science-fiction russe réalisé par Anna Melikian et sorti en 2023.

## Synopsis
Le film se déroule de nos jours. L'épidémie d'un dangereux virus qui menace l'extinction de l'humanité se poursuit dans le monde. Chaque jour, des personnes infectées par le virus sont hospitalisées et le nombre de décès augmente. Les gens prennent des précautions en utilisant des respirateurs et en entrant rarement en contact les uns avec les autres.
Anna, ouvrière dans une usine de confiserie à Perm, vit avec son mari et ses deux enfants. Des bulletins d'information annoncent le lancement d'une expérience de colonisation de Mars. À un moment donné, Anna reçoit une décharge électrique provenant d'un fil électrique endommagé. Elle commence alors à entendre des voix extraterrestres. Cet état provoque des insomnies et Anna commence à écrire les messages qu'elle entend sous forme de dictée.
Les messages provenant de la civilisation extraterrestre appellent à l'amour humain et à la fin de la colonisation de Mars pour éviter l'anéantissement total de l'humanité. Anna commence à enregistrer des messages vidéo dans lesquels elle lit ces messages et les publie sur YouTube. Ses messages vidéo à l'humanité rendent Anna populaire, d'abord au niveau régional, puis au niveau international, attirant l'attention des journalistes d'une chaîne de télévision locale et des membres du « Club Anomalie », qui l'appellent pour des réunions.
L'entreprise invite Anna à participer à une expédition dans un village où l'on dit qu'il y a des traces de contact avec des extraterrestres. Elle refuse le voyage, mais accepte de rencontrer un écrivain qui projette d'écrire un livre sur les prédictions faites à l'humanité. Des journalistes arrivent à l'usine pour interviewer Anna, qui lit ses notes. Un inconnu lui demande de guérir son mari de l'alcoolisme, ce qu'elle refuse. Anna rend visite à l'écrivain pour capter les « signaux » de son inspiration, mais elle en est empêchée par le bruit de l'ascenseur. Des sentiments naissent entre eux et l'auteur la qualifie de femme douce. Ils deviennent alors amants.
Anna se rend dans un salon de coiffure pour se faire coiffer en vue d'une séance photo. De retour chez elle, elle découvre que Sergueï lui a acheté un manteau de fourrure. Anna est invitée à prendre la parole au Forum écologique de Moscou, où elle lit des messages à l'humanité. Galya commence à deviner qu'Anna a un amant. De retour à Perm, elle rencontre à nouveau la femme d'un alcoolique, mais refuse à nouveau de l'aider.
Le fils d'Anna, Liocha, surprend accidentellement sa mère avec son amant lors d'une émission en direct, ce qui lui vaut les moqueries des journalistes. Sergueï prend alors ses enfants et quitte Anna. Galia décide de profiter de la situation en se faisant passer pour une intermédiaire avec le monde extraterrestre, ce qui provoque une dispute entre elle et Anna. L'amant refuse de poursuivre la relation avec Anna, qui admet avoir perdu la capacité d'entendre des voix. Le club décide alors de couper les ponts avec Anna.
Un inconnu propose à Anna de se rendre au Triangle de Moleb, une zone non loin de Perm connue pour ses manifestations paranormales. Perdant le contact avec la réalité, Anna décide de changer son allure. Portant un manteau de fourrure sur son corps nu, elle rend visite à son amant qui, après l'avoir reniflée, lui dit qu'elle « sent le cadavre ». Arrivée dans le Triangle de Moleb devant un monument à la gloire d'un extraterrestre, Anna tente d'aider un homme à se remettre de sa dépendance à l'alcool. Rencontrant un présentateur de télévision dans la soirée, elle apprend que les reportages sur la colonisation de Mars constituent un grand spectacle populaire. Le lendemain, Anna informe tous ses collègues de sa mort imminente et présente ses excuses à son mari, avec en toile de fond des colons de l'espace s'envolant vers Mars.

## Fiche technique
- Titre français : Les Sensations d'Anna[1]
- Titre original en russe : Чувства Анны, Tchouvstva Anny[2],[3]
- Réalisation : Anna Melikian
- Scénario : Anna Melikian
- Photographie : Nikolaï Jeloudovitch
- Montage : Anastassia Martchoukova
- Musique : Shortparis
- Décors : Anna Tchistova
- Production : Ekaterina Ryjaïa
- Sociétés de production : Trumen Pictures, ID Production
- Pays de production :  Russie
- Langue originale : russe
- Format : Couleurs
- Durée : 120 minutes
- Genre : film de science-fiction
- Date de sortie :
  - Russie : 9 novembre 2023

## Distribution
- Anna Mikhalkova : Anna
- Timofeï Tribountsev (ru) : Sergueï
- Iekaterina Novokrechtchenova : Lana
- Ekaterina Andreïeva : la présentatrice de télévision
- Denis Sladkov : le père
- Ievgueni Pilipenko : le voisin
- Valeria Ostrovskaïa : un correspondant
- Vassili Nikitine : le journaliste
- Ksenia Tichkova : un employé
- Igor Chtchipakine : un correspondant
- Ian Rechetnikov : Tolia
- Timour Iamaleïev : le prêtre
- Roman Kvachnine : l'agent du FSB
- Fiodor Boutine : le fils d'Anna
- Margarita Zoubareva : Vera
- Daria Peskova : le démon
- Anastassia Mounina : une journaliste
- Ievgueni Kononov : l'alcoolique
- Irina Fomina : le confiseur
- Alekseï Fliajnikov : le cosmonaute